# ランボルギーニ・チーター

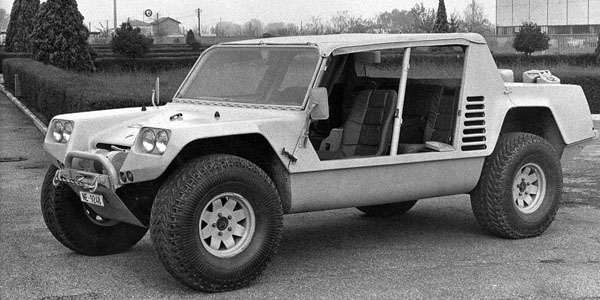
ランボルギーニ・チーター

ランボルギーニ・チーター　Lamborghini Cheetah　は、イタリアのランボルギーニ社が製造したオフロードカーのプロトタイプである。
発表は1977年のジュネーブ・モーターショー。米軍との契約をしたモビリティ・テクノロジー・インターナショナル (MTI)社と共同で設計・製造が行われた。

## 概要
クライスラー製5.9L V8エンジンをリアミッドシップに搭載し、3速ATを備えた四輪駆動の高機動車であった。内部にはフル装備の兵士4名と運転手1名が搭乗できる十分なスペースがあった。
しかし、リアミッドシップレイアウトはリアヘビーを誘発してハンドリングに悪影響を及ぼした上、エンジン出力も2tの重量に対して180馬力しかないなど、運動性能に大きな欠陥を抱えていた。またFMC社のXR311の設計が流用されたため、発表後にFMCによる訴訟に発展した。結局米軍による実演はされず、量産には至らなかった。
諦めないランボルギーニは1981年に『LM001』を発表するが、ハンドリングは改善されないまま一台のみの製造で頓挫。これらの反省によりフロントエンジンのLM002が誕生、これが市販化に成功している。